# Tabanus matosi
Tabanus matosi är en tvåvingeart som beskrevs av Travassos Dias 1966. Tabanus matosi ingår i släktet Tabanus och familjen bromsar.
Artens utbredningsområde är Angola. Inga underarter finns listade i Catalogue of Life.